# Prunus spinosa

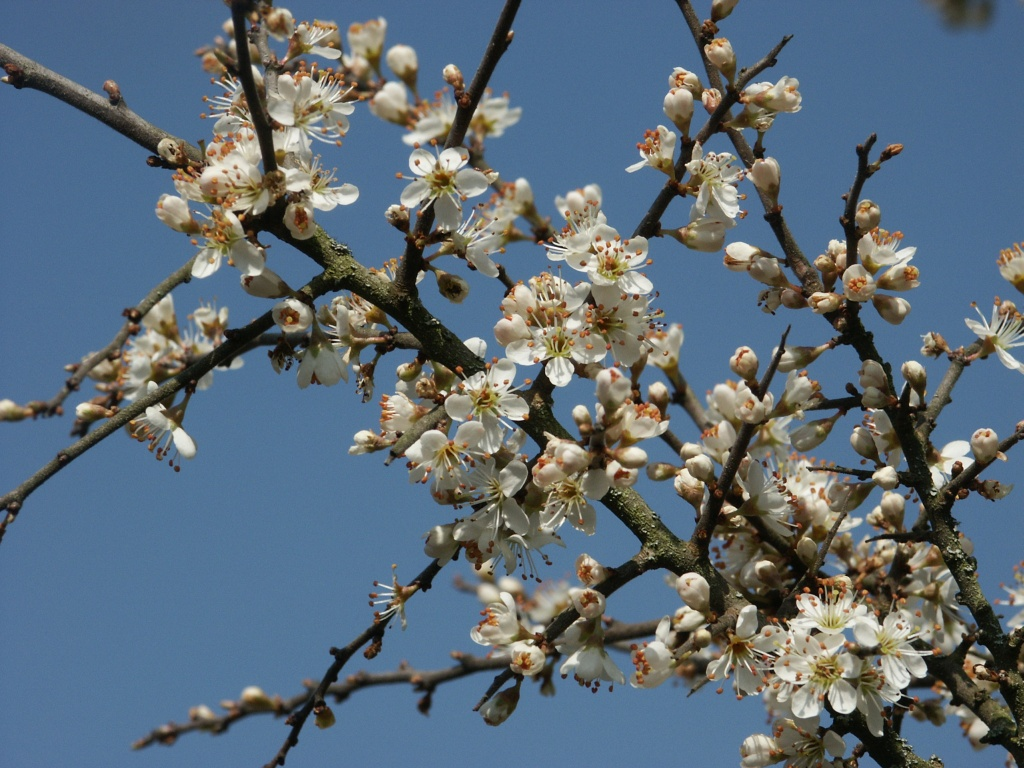
Endrino en flor.

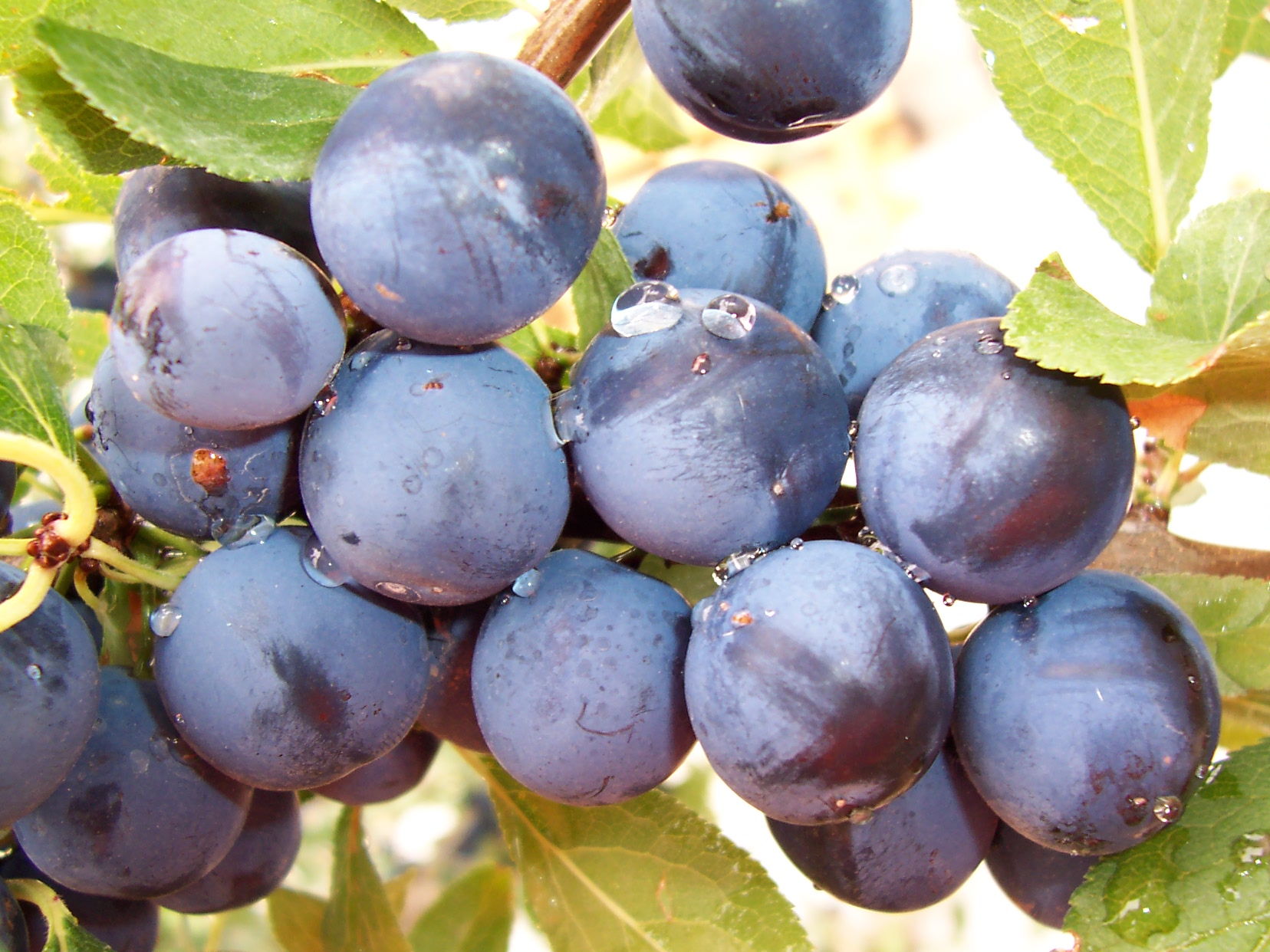
Endrinas en el arbusto.

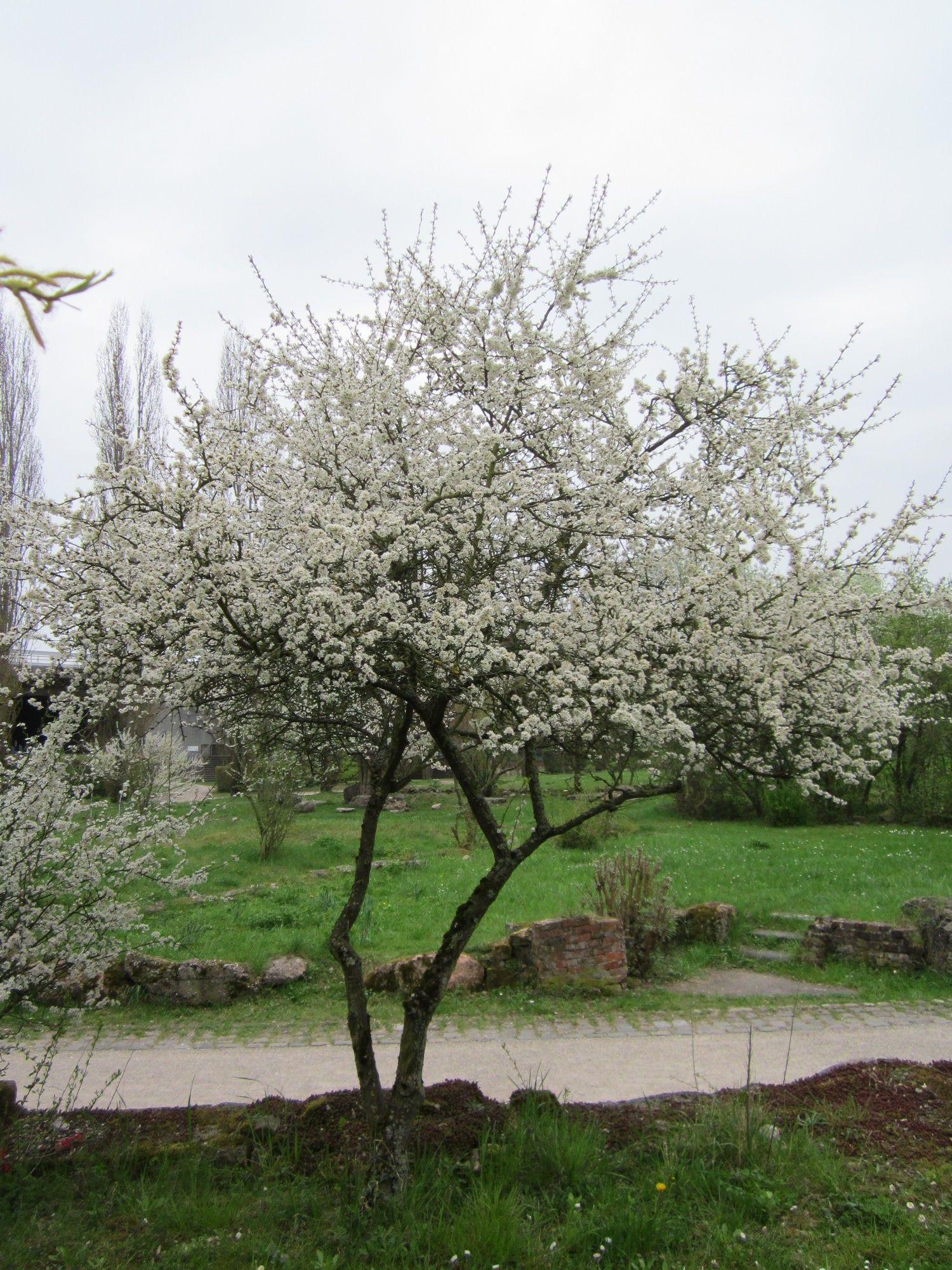
Vista del árbol.

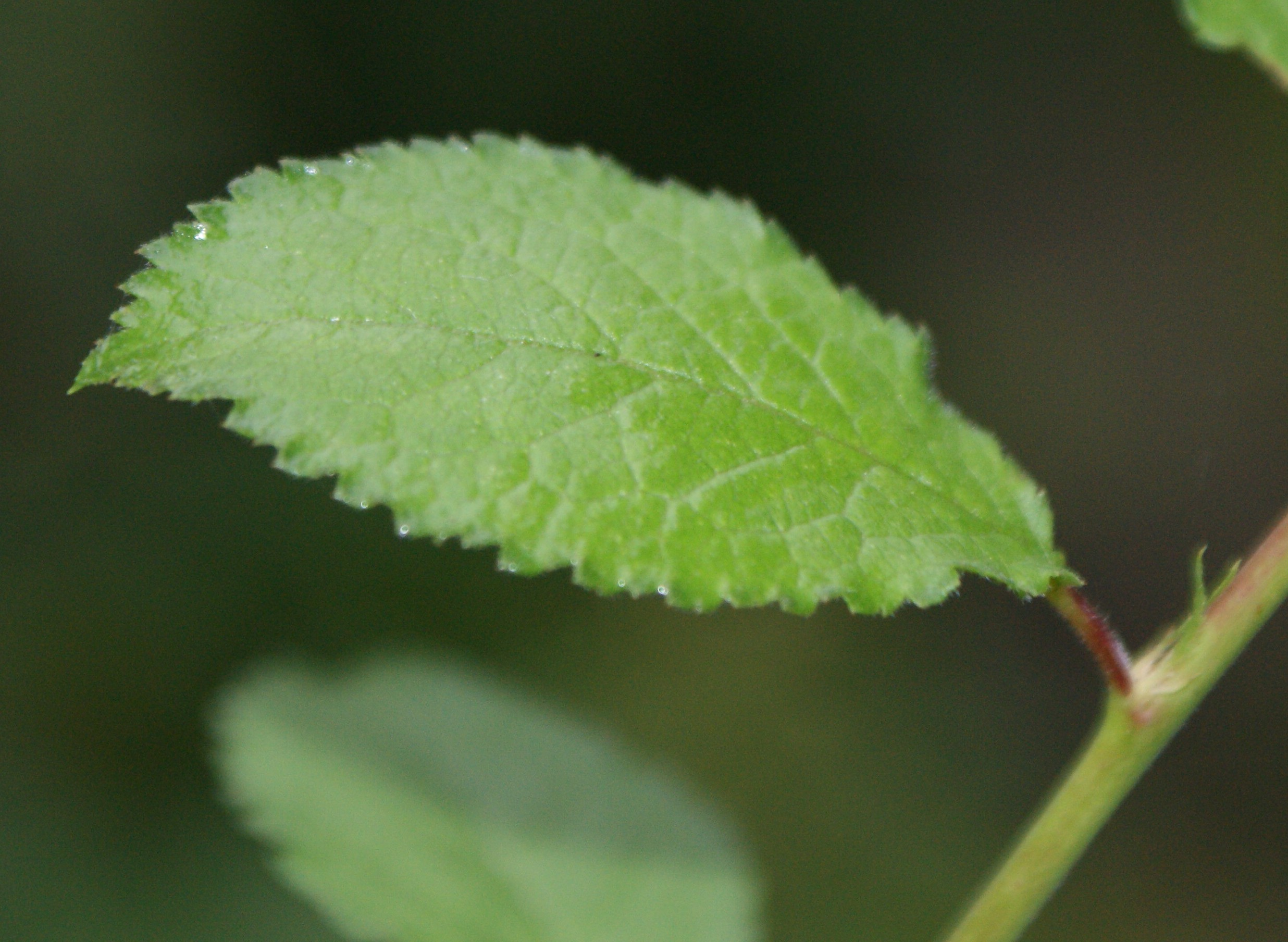
Detalle de la hoja.

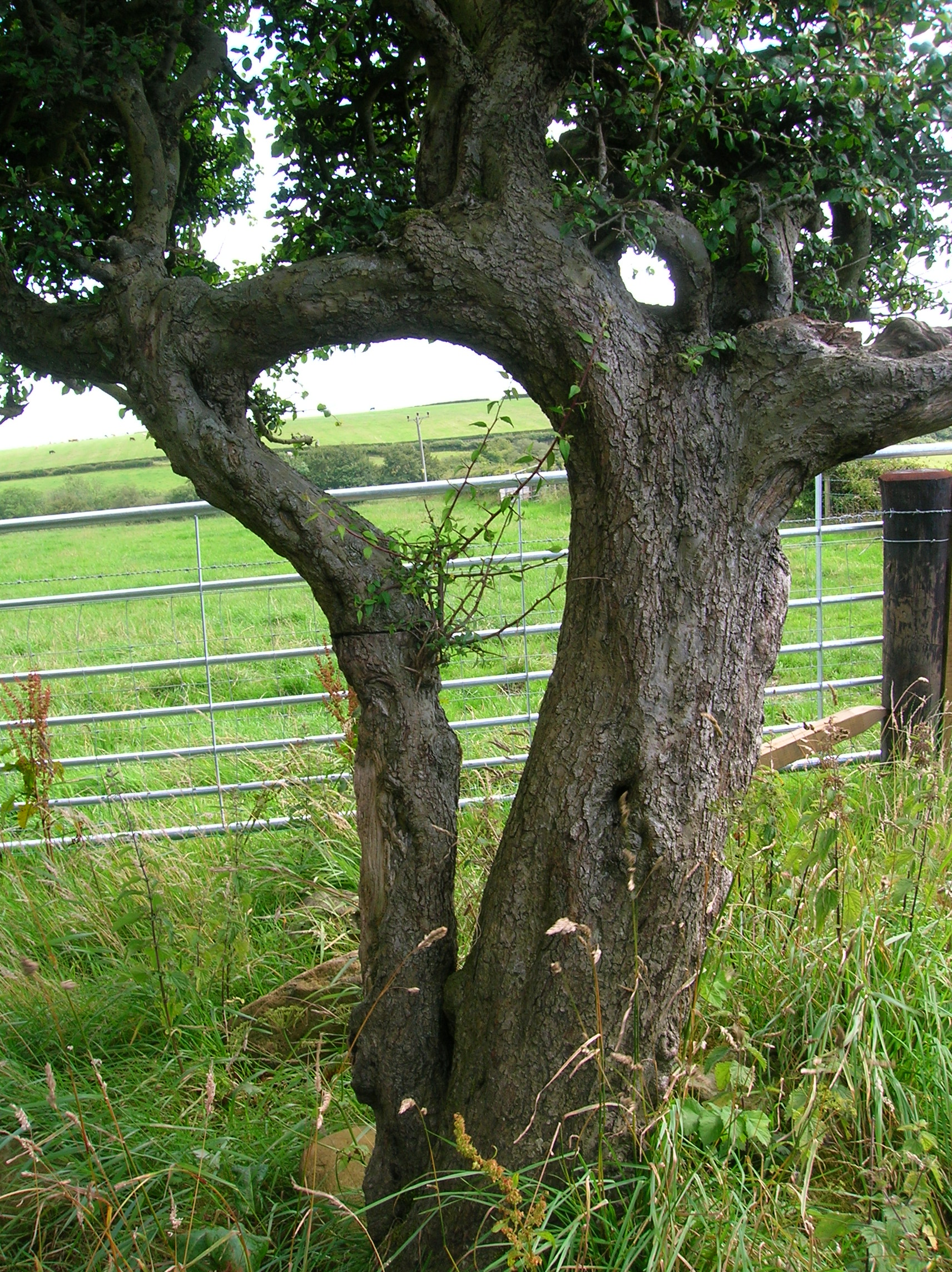
Tronco.

El endrino (Prunus spinosa), es una especie de arbusto de la familia de las rosáceas.

## Descripción
Es un arbusto caducifolio, muy enmarañado y espinoso de hasta cuatro metros de altura. Suele formar grandes espesuras gracias a su fácil y densa reproducción por retoños que brotan de sus raíces. Tiene las ramillas divergentes, pardo-oscuras, más o menos pilosas en su juventud y rematadas frecuentemente en una espina; los tallos viejos, en cambio, presentan la corteza agrisada. Sus ramas espinosas soportan pequeñas hojas ovales y pecioladas de implantación alterna. Las flores son blancas y pentámeras. Su apertura tiene lugar en primavera antes de la aparición de las primeras hojas.

### Fruto
El fruto del endrino se conoce como endrina (o arañón en zonas de Aragón, Burgos, Navarra y País Vasco también  ráspano en el norte de Palencia y Cantabria), y en Galicia como abruños y (o) ameixa brava. Es una drupa del tamaño de un grano pequeño de uva unos 5 a 10 mm de diámetro cuando el fruto está maduro, y de forma ovalada. El color puede ser azulado, violáceo o negruzco. Presenta una textura aterciopelada y sabor agridulce. Es un fruto muy apreciado para la elaboración de pacharán.
Son frutos de bajo aporte calórico por su reducida proporción de hidratos de carbono. En general, las frutas del bosque son una buena fuente de fibra, que mejora el tránsito intestinal. También son una buena fuente de potasio, hierro y calcio (estos dos últimos de peor aprovechamiento que los procedentes de alimentos de origen animal), taninos de acción astringente y de diversos ácidos orgánicos. Sin embargo, lo que en realidad caracteriza a estas frutas es su abundancia de pigmentos naturales (antociano y carotenoide) de acción antioxidante.
La endriniega es una variedad de la endrina, de mayor tamaño que éstas (pero de menor dimensión que las nueces) y que no es un arbusto, sino un árbol de porte bajo.

### Usos de la endrina
Se ha utilizado, desde la antigüedad, como planta medicinal y alimenticia. Las endrinas se utilizan en la elaboración de mermeladas y jaleas, así como para la preparación del pacharán. Se ha usado también para aromatizar otros licores. Es muy popular la llamada ginebra de endrino, la cual suele ser más dulce y aromática que la ginebra corriente.
Las flores preparadas en tisana se han utilizado como laxantes. Los frutos, sin embargo, presentan propiedades astringentes. Con los frutos se pueden preparar mascarillas con efectos cosméticos. Su madera se emplea en tornería y para fabricar bastones. 
Se han conseguido variedades de excelente calidad desde el punto de vista industrial y de un buen comportamiento agronómico. Cabe destacar que el endrino es sexualmente autoincompatible, por lo que es necesaria la presencia de más de una variedad en cada plantación, para que pueda tener lugar la polinización y posterior fecundación.

## Distribución y hábitat
Su distribución natural corresponde con Europa Central y Meridional excluyendo las regiones más occidentales y sureñas de la península ibérica, Asia occidental (Turquía, Transcaucasia e Irán) y el norte de Argelia y Túnez. Hay que tener cuidado para no confundirlo (a veces es difícil de distinguir) con el Prunus insititia o ciruelo silvestre.

## Taxonomía
Prunus spinosa fue descrita por Carlos Linneo y publicado en Species Plantarum 1: 475. 1753.
Etimología
Ver: Prunus: Etimología
spinosa: epíteto latíno que significa "con espinos"
Sinonimia
- Druparia spinosa (L.) Clairv.
- Prunus acacia Crantz
- Prunus amygdaliformis Pau
- Prunus amygdaloides Pau ex Zapater
- Prunus communis subsp. spinosa (L.) Syme in Sm.
- Prunus communis var. spinosa (L.) Hook. & Arn. in Hook.
- Prunus insititia var. spinosa (L.) Weston
- Prunus praecox Salisb.
- Prunus spinosa subsp. insititioides (Ficalho & Cout.) Franco
- Prunus spinosa var. amygdaliformis (Pau) Willk.
- Prunus spinosa var. balearica Willk.
- Prunus spinosa var. dasyphylla Schur
- Prunus spinosa var. genuina Ficalho & Cout.
- Prunus spinosa var. inermis P.Palau
- Prunus spinosa var. insititioides Ficalho & Cout.
- Prunus spinosa var. longifolia D.Gut.
- Prunus spinosa var. pubescens Ficalho & Cout.
- Prunus spinosa var. subcinerea Cout.[4]

## Nombre común
- Español: ablunos, abranal, abreculos, abrueño, abrunal (2), abruneiro, abruno (2), abruno bravo, abrunos, abruñal, abruñeiro, abruñero, abruño (2), abruño montesino, abruñu, acacia bastarda, acacia de ciruelas montesinas, acacia silvestre, agavanza, amargaleja (2), amargalejo (4), ameijana, amenjana, amenjina, amenxaneira, andrina (9), andrina bravía, andrinal (4), andrinas (2), andriniega, andriniegu, andrinillo de monte (2), andrino (13), andrino bravío, andrino montesino, andrinu, androla, andrín (2), apruno, arangonero, aranón, arañonero (5), arañones (4), arañón (14), arañón negro, arrascaculos, arto, arto arañonero, arto negro (2), arán (3), asarero, briñón (4), brueño, brunal (2), brunera, bruno (4), bruno bravo, bruno escambrión, bruno montesino (2), bruñal (2), bruñedo, bruñera (3), bruñero, bruño (13), bruño montesino, bruños, bufarra(7), bufarrea(8), cambrón, carrascos, cascabelillo, cernaculo, cerraculo, chilindrina, chilindrino, chinchón, cinorrodon, ciroletas, cirolilla, cirolillas de gato, cirolillo (3), ciruela montesina, ciruelica de gato, ciruelicos bordes, ciruelicos montesinos, ciruelillo endrino, ciruelillo loco, ciruelo, ciruelo amargalejo (3), ciruelo borde (8), ciruelo bravo, ciruelo bravío, ciruelo de pájaro, ciruelo endrino (7), ciruelo montesino (5), ciruelo salvaje, ciruelo silvestre (11), ciruelo silvestre mayor, ciruelo silvestre que lleva los bruños, ehpino, embruno, endrina (16), endrinas (3), endrinera (5), endrinero, endrino (63), endrino brunero, endrino montés, endrino prunero, endrino salvaje, endrinos, escambrones, escambrón, escaramujo, escayu, espina negra, espinero, espinillo, espinillo bruño, espino (10), espino andrinero (2), espino de abrunos, espino de atar, espino de perunos, espino endrinero, espino endrino, espino gato, espino negral (5), espino negrero, espino negro (21), espino peronal, espino prunal, garañones, grumo, grunal, gruñera, gruño (3), gruñolera (3), gruñon, gruñón, indrina, ispinu, ispinu de andrinas, lendrina, lendrinas, majuelicos bordes, marañón (8), meijanal, mijuelu, mijuetu, negral, pacharán, peruno, priñonera, priñonero, priñoné, pruna, prunal (4), prunillo, pruno (5), prunu, pumas de gato, pumica de gato, pumicas de gato, ragaña, regaña, regañona, rosal silvestre, tapaculo, zarza lobera, zarzarrosa. Las cifras entre paréntesis indican la frecuencia del vocablo en España[4]